# ألكلوفيناك
ألكلوفيناك Alclofenac عقار دوائي من مضادات الالتهاب غير الستيروئيدية NSAIDs.

## آلية التأثير
هو NSAIDs مشتق من حمض الفينيل أستيك ويشبه الديكلوفيناك. استخدم من أجل الآلام والالتهابات.

## الآثار الجانبية
فرط الحساسية.

## تحذيرات
يعدل Moderate في حالة القصور الكلوي الحاد.

## الاستعمال
اضطرابات المفاصل والجهاز العضلي الهيكلي.

## الجرعة
- فموياً: للبالغين 100 ملغ مرتين/يوم.
- قد يكون هناك حاجة لتقليل الجرعة في حالة الإضراب الكلوي.

## الإعطاء
يجب أن يعطى مع الطعام أو بعده مباشرةً.